# 罗库尔 (默尔特-摩泽尔省)
罗库尔（法語：Raucourt，法語發音：[ʁokuʁ]）是法国默尔特-摩泽尔省的一个市镇，属于南锡区。

## 地理
罗库尔（48°55'39"N, 6°13'5"E）面积5.06 平方千米，位于法国大東部大區默尔特-摩泽尔省，该省份为法国东北部内陆省份，是洛林的一部分，北邻比利时、卢森堡，北起顺时针与摩泽尔省、下莱茵省、孚日省和默兹省接壤。
与罗库尔接壤的市镇（或旧市镇、城区）包括：卢维尼、圣瑞尔、埃普利、塞耶河畔马伊、诺姆尼、鲁沃。

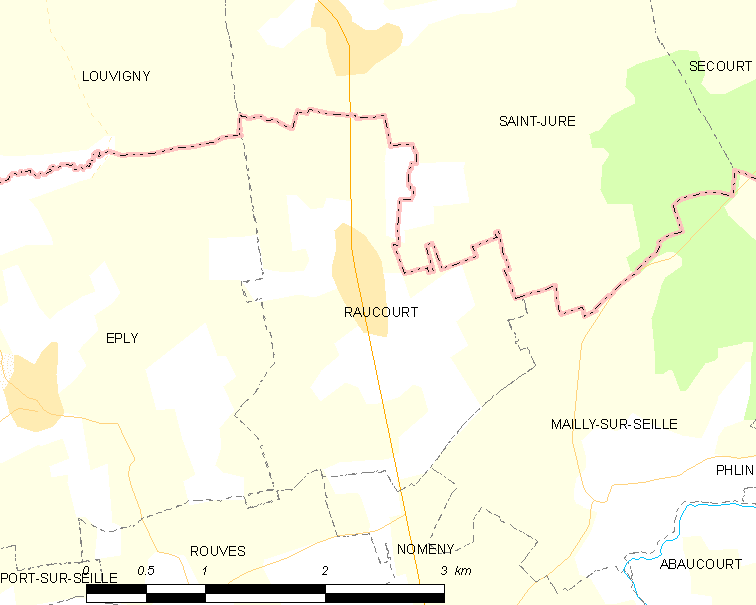
的OSM定位图

罗库尔的时区为UTC+01:00、UTC+02:00（夏令时）。

## 行政
罗库尔的邮政编码为54610，INSEE市镇编码为54444。

## 政治
罗库尔所属的省级选区为塞耶-默尔特河间县。

## 人口

1962-2008年间人口变化图示

罗库尔于2022年1月1日时的人口数量为232人。